# Łódź Art Center
„Łódź Art Center” Międzynarodowe Centrum Sztuki w Łodzi – kulturalno-artystyczny ośrodek działający w kompleksie pofabrycznym przy ul. Tymienieckiego 3 w Łodzi.

## Historia i działalność
Centrum powstało w roku 2005 z inicjatywy Fundacji Edukacji Wizualnej oraz artystów związanych z Międzynarodowym Muzeum Artystów. Wydarzenia tu organizowane – zwłaszcza Łódź Biennale czy Fotofestiwal – udowodniły, że industrialna atmosfera sprzyja projektom kulturalnym.
Łódź Art Center powstało w 9 halach o łącznej powierzchni ponad 8 tys. m² odrestaurowanej, XIX-wiecznej fabryki – części dawnego imperium Karola Scheiblera. Odnowione pomieszczenia zdobyły tytuł „Wnętrza Roku 2004” przyznawany przez łódzkich architektów za najlepszą rewitalizację zabytków.
Poza cyklicznymi wydarzeniami w Łódź Art Center odbywają się wystawy indywidualne, wernisaże, konferencje i warsztaty edukacyjne. Do najsłynniejszych festiwali organizowanych na terenie Centrum Artystycznego Tymienieckiego 3 należy Międzynarodowy Festiwal Fotografii w Łodzi – Fotofestiwal oraz działający od 2007 roku Międzynarodowy Festiwal Designu – Lodz Design. Centrum organizuje także projekty artystyczne i promocyjne wspólnie z instytucjami kultury z Łodzi i innych miast polskich. Jednym z podstawowych elementów jest współpraca z miastami partnerskimi, zagranicznymi galeriami oraz indywidualnymi kuratorami.
Fundacja Łódź Art Center jest również inicjatorem i jednym z partnerów (wspólnie z Urzędem Miasta Łodzi i Stowarzyszeniem Chorea) powołania Art Inkubatora w Łodzi.
Łódź Art Center tworzone jest przez grupę animatorów kultury, specjalistów od promocji i kuratorów, którzy w swoich działaniach zmierzają do utrwalenia wizerunku Łodzi jako miasta nowoczesnego i przyjaznego kulturze. Najistotniejszym posunięciem w tym kierunku były starania o zdobycie tytułu Łódź – Europejska Stolica Kultury 2016. Inicjatorami tego przedsięwzięcia byli Krzysztof Candrowicz i Michał Piernikowski.

## ARTbus

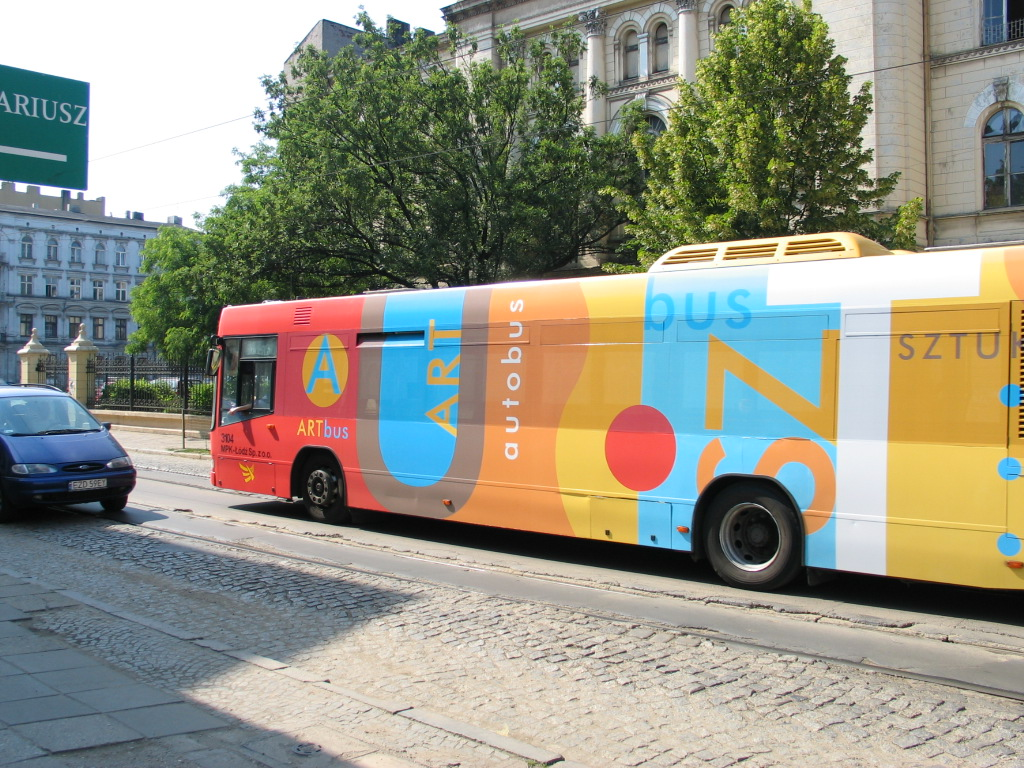
ARTbus na ulicach Łodzi, 2006 r.

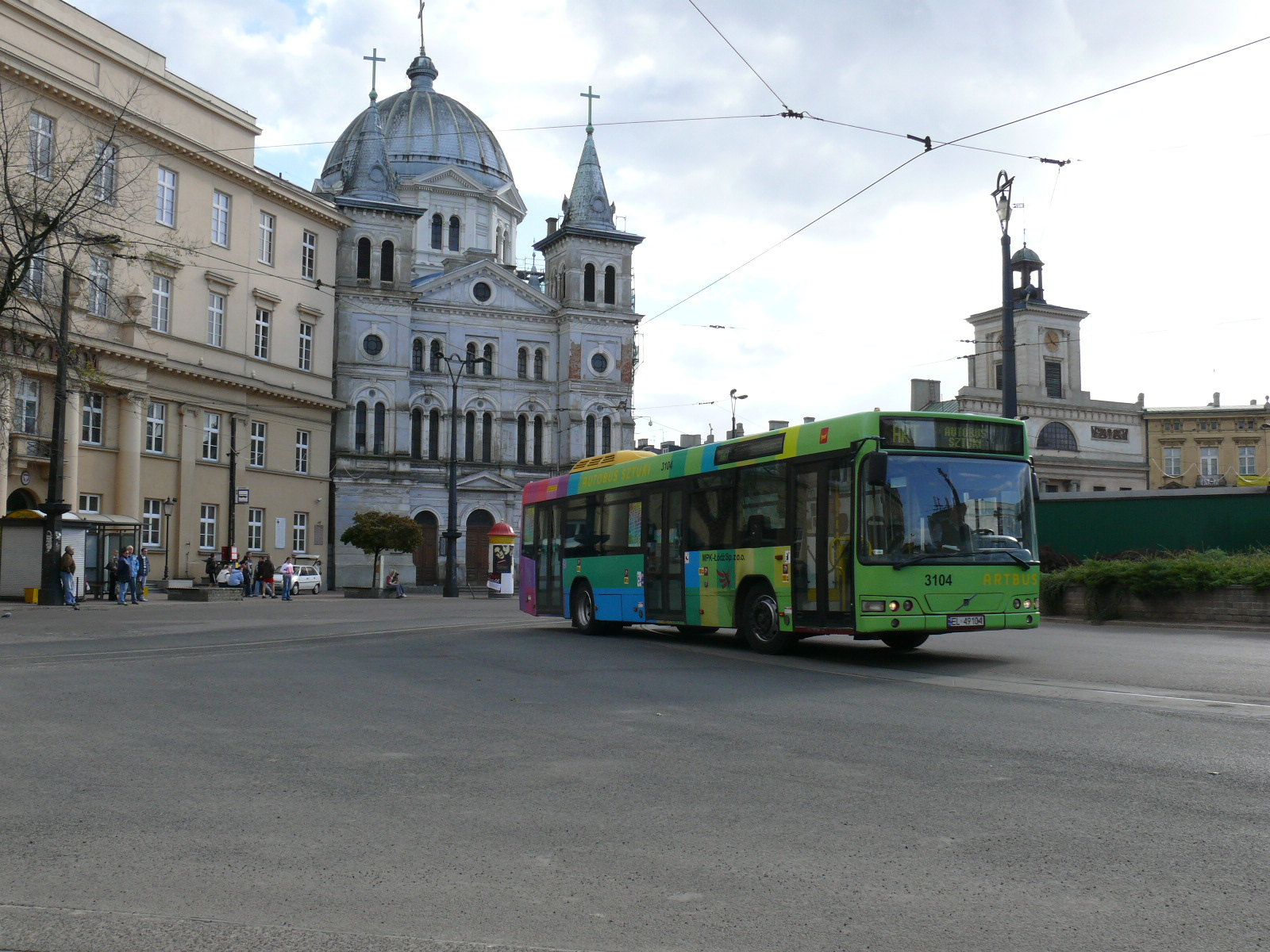
ARTbus w 2007 roku, na placu Wolności

W 2006 z inicjatywy szefa Łódź Art Center Krzysztofa Candrowicza uruchomiono linię autobusową, pełniąca funkcję galerii oraz mobilnego centrum informacji kulturalnej. Realizacją projektu zajmował się MPK, Urząd Miasta Łodzi i ZDiT.
W ARTbusie znajdowały się wielojęzyczne informatory kulturalne, ulotki i plakaty. Trasa ARTbusa obejmowała łódzkie muzea, galerie, teatry i kina. Była to pierwsza taka inicjatywa w Polsce. Autobus sztuki kursował po ulicach Łodzi od 16 czerwca 2006 roku od piątku do niedzieli w godzinach 10-18.
Linia została wyróżniona w konkursie na Najlepszy Produkt Turystyczny Roku 2006, organizowanym przez Polską Organizację Turystyczną.